# Lord of the Ringards
Lord of the Ringards (Bored of the Rings en version originale) est une parodie du Seigneur des anneaux de J. R. R. Tolkien écrite par les américains Henry N. Beard et Douglas C. Kenney du magazine humoristique Harvard Lampoon en 1969.
Cette parodie caricature tant le style de Tolkien que l'intrigue de son roman, et le caractère de ses personnages dont le nom est le plus souvent modifié. Ainsi Sauron devient Salkon et Frodon devient Fripon.